# Mysteriën (roman)

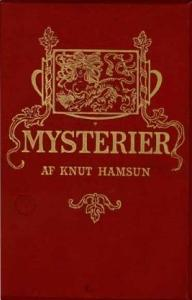
Eerste druk, 1892

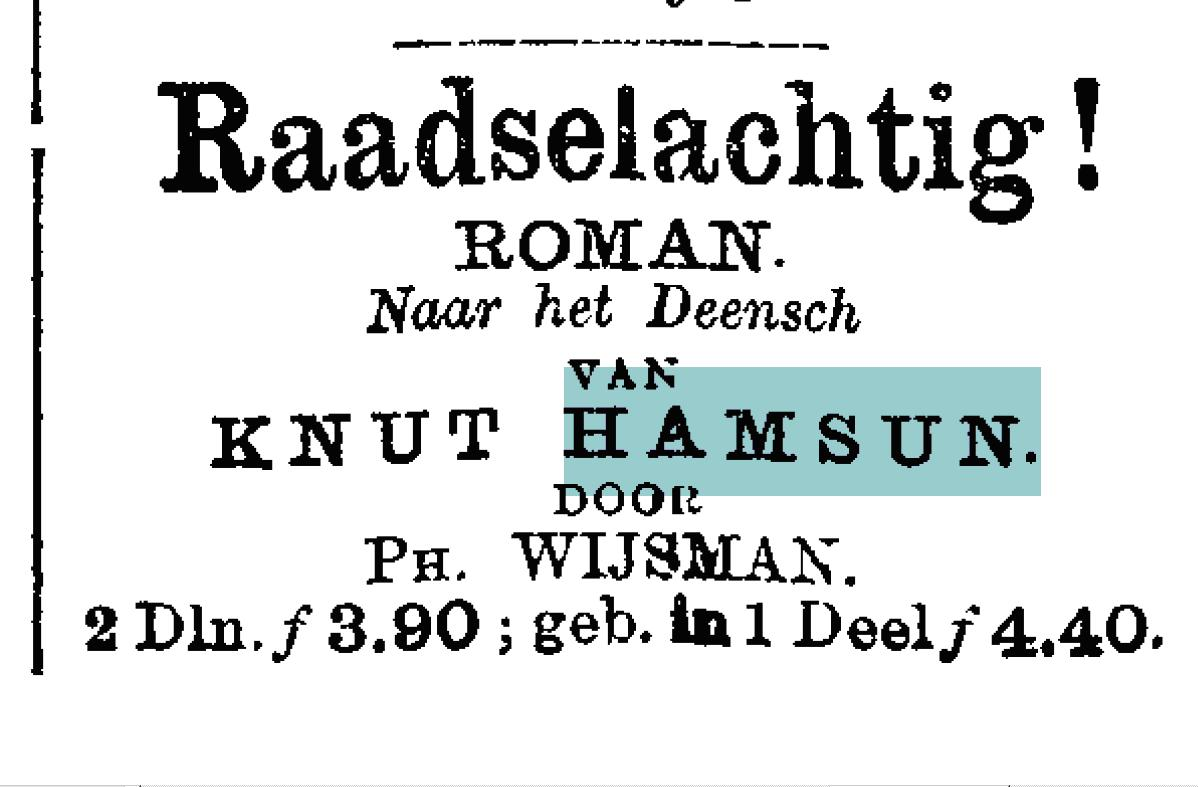
Advertentie voor Raadselachtig!, eerste vertaling in het Nederlands, door Philippine Wijsman, 'Het Nieuws van de Dag', 1894

Mysteriën (Noors: Mysterier) is een met autobiografische ervaringen doordrongen roman van de Noorse schrijver en Nobelprijswinnaar Knut Hamsun uit 1892. 

## Genre
De roman heeft kenmerken van een psychologische studie met sterk polemische en symbolische trekken van een pathologisch gespleten outsider, de dertigjarige Johan Nagel, die net als Hamsun zelf het benauwde Noorse milieu waarin hij zich geplaatst ziet niet kan ontvluchten. Vanuit de totale vervreemding waarin Nagel zich telkens weer manoeuvreert, ervaart hij in zijn liefdesdromen bij vlagen een extatisch gevoel van solidariteit met ongrijpbare universele krachten. De conflictstof in het boek zit vol verdrongen schuldgevoelens, onzekerheden en angsten, maar ook met arrogantie, vervoering en vitaliteit. De doodsdrift is steeds nabij, met (zwarte) humor en ironie als verbindende schakels.

## Verhaal
De handeling speelt zich binnen een tijdsbestek van enkele weken af in een klein Noors kustplaatsje, eind negentiende eeuw: Johan Nagel arriveert er op 12 juni 1891, in een opvallend geel pak, en neemt er intrek in een hotel. De reden van zijn bezoek blijft een mysterie, evenals allerlei andere zaken die zich voordoen. In het gesloten wereldje waarin Nagel zijn intrede doet blijkt achter de schermen van alles aan de hand, maar de lezer komt nooit te weten hoe de vork werkelijk in de steel steekt: alles hangt altijd af van de ogen die het zien, een typische Hamsun-opvatting van de waarheid. 

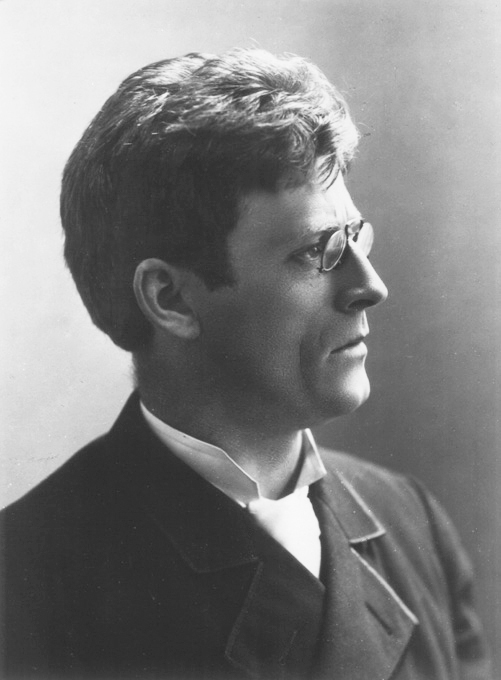
Hamsun in 1890

Nagels verblijf in het stadje wordt beheerst door zijn emotionele relatie tot een mismaakte man genaamd Minuut, en twee contrasterende typische Hamsun-vrouwen: Dagny Kielland en Magda Gude. “Rood is de symbolische kleur die bij Dagny hoort”, schrijft Hamsun-kenner Amy van Marken, “wit die van Martha. Hamsun probeert twee tegenstrijdigheden in zijn ideale liefdesobject met elkaar in harmonie te brengen”. Dagny en Martha kunnen worden gezien als de twee laatste mogelijkheden voor Nagel om aan zijn outsidersituatie te ontsnappen. Dagny is in dit opzicht primair. Nagel misbruikt Martha om Dagny jaloers te maken, maar dit lukt slechts ten dele: ze wordt inderdaad jaloers, weerhoudt Martha ervan zich aan Nagel te binden, maar geeft vervolgens ook zichzelf niet aan hem gewonnen. Na deze dubbele nederlaag rest hem uiteindelijk niets meer dan de reeds lang beraamde zelfmoord.

## Fragment
De roman begint, vanuit een auctoriaal vertelperspectief, als volgt:
 Vorig jaar, midden in de zomer, werd een kleine Noorse kustplaats het toneel van een reeks hoogst ongebruikelijke gebeurtenissen. Er dook een vreemdeling op in de stad, een zekere Nagel, een merkwaardige en eigenaardige charlatan die een heleboel opmerkelijke dingen deed en net zo plotseling weer verdween als hij gekomen was. Bovendien kreeg deze man om God mag weten welke reden bezoek van een jonge, geheimzinnige dame, die niet langer dan een paar uur durfde te blijven. Maar laten we niet op de dingen vooruitlopen...

## Literaire kritiek

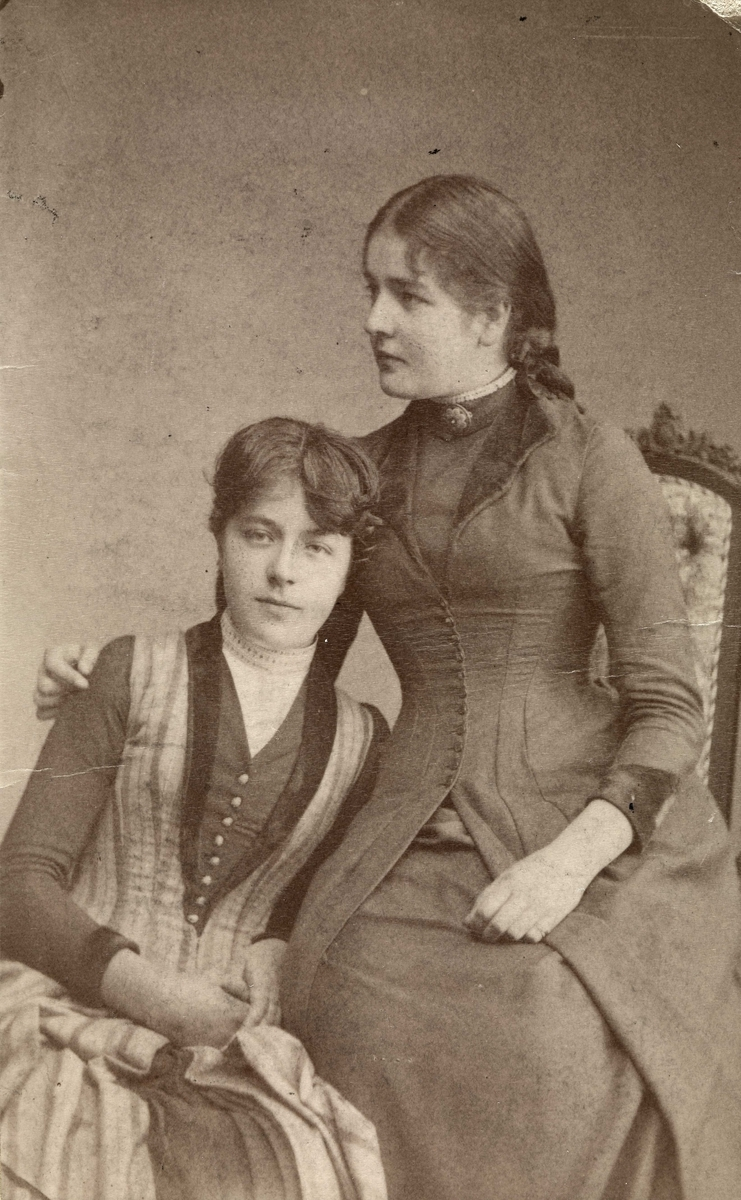
Pianiste Lulli Lous (links) en haar zus Astrid. Hamsun en Lulli hadden in 1891-1892 een relatie. Gesuggereerd is wel dat Lulli -deels- model heeft gestaan voor Dagny Kielland.

Mysteriën werd bij verschijning niet onverdeeld gunstig ontvangen. De mystificaties en absurdistische elementen, de sterk associërende en ironische stijl van schrijven, de lange passages van “stream of consciousness”: dit alles maakte het voor tijdgenoten een moeilijk boek. In de huidige tijd wordt Mysteriën echter beschouwd als een mijlpaal in de wereldliteratuur en een hoogtepunt in het oeuvre van Hamsun. Henry Miller noemt het in zijn autobiografische The Books of My Life (1952) (samen met De Toverberg van Thomas Mann) 'het beste boek ooit', het boek dat hij het meest heeft herlezen en dat hem het meest heeft beïnvloed.

## Verfilming en vertaling
- Mysteriën werd in 1978 op het eiland Man verfilmd (Nederlandstalig) door de Nederlandse cineast Paul de Lussanet onder de titel Mysteries, met hoofdrollen voor Rutger Hauer en Sylvia Kristel.
- Johan Kvandal nam het boek als uitgangspunt voor zijn opera Mysterier.
- In 2009 verscheen een nieuwe Nederlandstalige vertaling van Marianne Molenaar. "Totaal onverwacht sloeg de literaire komeet Knut Hamsun bij mij in. Zoiets had ik nog nooit gelezen. Nog nooit", schreef P.F. Thomése in een recensie over deze nieuwe vertaling in De Volkskrant.